# La Haie-des-Allemands
La Haie-des-Allemands est une ancienne commune française du département de la Moselle, elle est rattachée à celle de Richeval depuis 1896.

## Toponymie
Anciennes mentions : Haie des Allemands (1793), La Haye-des-Allemands (1801).
Cette localité porte le nom de Deutschenhag pendant l'annexion allemande.

## Histoire
Cet endroit ne semble pas avoir une origine très ancienne : en 1756 ce n'est qu'un hameau faisant une seule communauté avec Ibigny. À la même époque, la Haie-des-Allemands dépend de la juridiction et de la généralité de Vic, ainsi que de la subdélégation de Sarrebourg. En 1790, cette localité est intégrée au département de la Meurthe dans le canton de Réchicourt et le district de Blâmont.

## Démographie
| 1793 | 1800 | 1806 | 1821 | 1831 | 1836 | 1841 | 1846 | 1851 |
| ---- | ---- | ---- | ---- | ---- | ---- | ---- | ---- | ---- |
| 68   | 94   | 106  | 140  | 157  | 153  | 133  | 120  | 123  |

| 1856 | 1861 | 1872 | 1876 | 1881 | 1886 | 1891 | - | - |
| ---- | ---- | ---- | ---- | ---- | ---- | ---- | - | - |
| 114  | 105  | 84   | 77   | 65   | 62   | 54   | - | - |